# Gare de Villers-le-Gambon
Pour les articles homonymes, voir gare de Villers.
La gare de Villers-le-Gambon est une ancienne gare ferroviaire belge de la ligne 138A, de Florennes à Givet située à Villers-le-Gambon, section de la commune de Gerpinnes, dans la province de Namur, en Région wallonne.
Mise en service en 1862, elle ferme aux voyageurs en 1954 et aux marchandises en 1984. Le bâtiment, construit par la Compagnie de l’Est belge, a été rénové en gîte.

## Situation ferroviaire
Établie à 265 m d’altitude, la gare de Gerpinnes était située au point kilométrique (PK) 7,6 de la ligne 138A, de Florennes-Central à Givet (France) entre les haltes de Chaumont et Merlemont-Village.

## Histoire
La station de Villers-le-Gambon est inaugurée par les Chemins de fer de l'Est belge le 23 juin 1862 lorsqu'elle livre à l'exploitation la section de Morialmé-Minières à Givet, via Florennes et Doische, dont la construction lui avait été concédée en 1860.
En plus de la ligne de Châtelineau à Morialmé, la Compagnie de l'Est belge exploite le chemin de fer de Charleroi à Louvain, créant ainsi un axe international. En 1864, elle fusionne au sein du Grand Central Belge qui absorbe aussi la compagnie rivale de l'Entre-Sambre-et-Meuse dont la ligne de Charleroi à Vireux offre une voie d'accès moins accidentée à la vallée de la Meuse. Le Grand Central, dont le réseau s'étendait jusqu'aux Pays-Bas et à la Ruhr, est racheté par l'État belge fin 1897.
Dans les années 1910, les Chemins de fer de l'État belge (future SNCB) construit une nouvelle gare à Florennes qui servira de terminus aux trains passant par Villers-le-Gambon jusqu'en octobre 1954, date à laquelle les autobus se substituent aux trains de voyageurs de la ligne 138A,.
La ligne reste desservie par des trains de marchandises ; les trains n'allant pas plus loin que les carrières de Merlemont à partir des années 1960. À Villers-le-Gambon, la cour aux marchandises reste en activité jusqu'à ce que la SNCB ne décide de sa fermeture qui advient en 1982. La gare voit encore passer quelques trains vers Merlemont jusqu'à la fermeture de la ligne en janvier 1984.

## Patrimoine ferroviaire

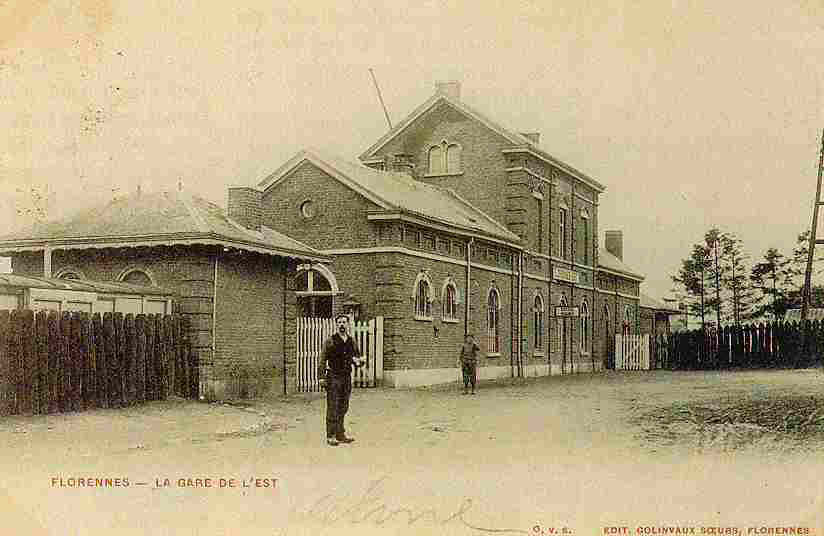
Le bâtiment de la gare de Florennes-Est, avant transformation, était identique à celui de Villers-le-Gambon.

Le bâtiment des recettes a été revendu par la SNCB. Ses derniers propriétaires y ont aménagé le gîte de l'ancienne gare de Merlemont avec 18 lits et des infrastructures sportives et récréatives.
Identique à quatre autres gares bâties par l’Est belge sur la ligne de Châtelet à Doische, ce haut bâtiment d’influence néoclassique se compose d’un corps de logis de trois travées encadré par deux ailes sans étage de trois et deux travées ; cette dernière étant prolongé par des annexes en brique. Toutes les ouvertures du rez-de-chaussée sont surmontées d’arcs en plein cintre ; celles de l’étage sont rectangulaires et coiffées d’un fronton où la corniche horizontale s’interrompt au niveau d’un œil-de-bœuf. Des pilastres à refends ainsi que trois bandeaux de pierre délimitent une frise de rectangles évidés sous la corniche. Les pignons sont chacun percés par une paire de baies géminées éclairant les combles. À l'étage, les deux fenêtres de part et d’autre de la travée médiane côté rue sont aveugles.
L'aile de trois travées qui servait probablement de magasin pour les colis du temps du chemin de fer en raison de ses petites fenêtres avait été transformée en garage avec une porte à la place de la fenêtre du mur-pignon, puis une porte vitrée lors de la transformation en gîte. L'annexe à toit plat de l'autre côté a été coiffée d'un étage vitré surmonté d'un toit pyramidal.